# Bayerische Verwaltungsblätter
Bayerische Verwaltungsblätter (BayVBl.) – Zeitschrift für öffentliches Recht und öffentliche Verwaltung – ist der Titel einer juristischen Fachzeitschrift aus dem Richard Boorberg Verlag. Sie erscheint zweimal im Monat und widmet sich Fragen des bayerischen öffentlichen Rechts.

## Inhaltliche Ausrichtung und Zielgruppe
Die Bayerischen Verwaltungsblätter verstehen sich als Fachzeitschrift für die bayerische öffentliche Verwaltung sowie das bayerische Verwaltungsrecht mit wissenschaftlichem Anspruch. Enthalten sind (wissenschaftliche) Beiträge zum bayerischen Landesrecht, zur Rechtsprechung (insbesondere der bayerischen Verwaltungsgerichtsbarkeit) sowie Prüfungsaufgaben und Übungsfälle.
Die Zeitschrift richtet sich an bayerische Verwaltungsjuristen in der Kommunal- und Staatsverwaltung, Richter an Verwaltungsgerichten, Fachanwälte für Verwaltungsrecht, Jura-Professoren, Dozenten und wissenschaftliche Mitarbeiter an juristischen Fakultäten und rechtswissenschaftlichen Forschungsinstituten sowie an die Rechtsreferendare in Bayern. Die Zeitschrift enthält neben Werbeanzeigen auch Stellenangebote.

## Zitierweise
Auf einzelne Artikel verweist man durch Angabe des Kürzels „BayVBl.“, des Jahrgangs und der Seite. Bei Verweisen auf Gerichtsentscheidungen, die in den BayVBl. abgedruckt worden sind, wird zusätzlich das Gericht genannt. So steht beispielsweise die Angabe „VG Augsburg, BayVBl. 2003, 91“ für ein Urteil des Verwaltungsgerichtes Augsburg („Bauleitpläne als Gegenstand von Bürgerbegehren/Bürgerentscheiden“), das im Jahrgang 2003 auf Seite 91 abgedruckt war.